# Aspidiotus madecassus
Aspidiotus madecassus är en insektsart som beskrevs av Mamet 1954. Aspidiotus madecassus ingår i släktet Aspidiotus och familjen pansarsköldlöss.
Artens utbredningsområde är Madagaskar. Inga underarter finns listade i Catalogue of Life.